# Георг Бохман
Георг Бохман (Албернау, 18. септембар 1913 — Офенбах на Мајни, 8. јун 1973) је био СС-оберфирер (еквивалент бригадни генерал) и командант 18. СС добровољачке оклопногренадирске дивизије „Хорст Весел” и 17. СС оклопногренадирске дивизије „Гоц фон Берлишинген”. Бохман је био брат Хуга Краса.

## Рани период
Георг Бохман је рођен 18. септембра 1913. године у Албернау, Саксонија, у породици текстилног радника. Завршио је универзитет у Лајпцигу. Након приступања „Хитлерјугенду”, Бохман се марта 1933. године прикључио наци партији НСДАП а уједно и СС-у. Од 1936. године служио је у СС јуришној групи „Горња Баварска”. Након добијања чина СС-унтерштурмфирера (еквивалент потпоручник) одлази заједно са својом јуришном групом на службу као чувар у концентрационом логору „Дахау”.

## Други светски рат
Новембра 1939. године (у међувремену унапређен је у СС-оберштурмфирера), преузео је команду над 14. противоклопном четом у новоформираној СС дивизији „Мртвачка глава”. У време похода на француску дивизија се борила код Камбреа, Араса, Денкерка, и и зашла дубоко у територију југозападне Француске. За своје успехе Бохман је добио Гвоздени крст II степена, а мало касније је унапређен у СС-хауптштурмфирера (еквивалент капетан). До априла 1941. године 3. СС дивизија „Мртвачка глава” је остала у Француској а онда је кренула са пребацивањем на исток како би се спремила за операцију Барбароса - напад на Совјетски Савез. На Источном фронту дивизија се борила у саставу групе армија Север чији је командант био каснији фелдмаршал Вилхелм фон Леб, и наступала кроз Балтик ка Лењинграду (данас Санкт Петербург). Бохман се исказао са својом четом у борбама код Каунаса и Двинска (сада Даугавпилс). Већ у јулу 1941. године добио је Гвоздени крст I степена. Током августа 1941. године дивизија је достигла Илменско језеро, а касније је водила жестоке борбе код Лушноа.
Јануара 1942. године дивизија је дејствовала у саставу 2. армијског корпуса (његов командант је будући носилац Храстовог лишћа, генерал пешадије гроф Валтер фон Брокдорф - Алефелдт), који се у време совјетске зимске офанзиве нашао у окружењу код Демјанска. Близу 100.000 немачких војника нашло се окружено и тек након три месеца, Немци су успели да се пробију до својих опкољених војника, који су захваљујући упорној подршци Луфтвафеа у снабдевању из ваздуха успели да се одрже у окружењу све то време. За време борби у окружењу, посебно се истицала 3. СС дивизија „Мртвачка глава”, а из њених редова командант борбене групе Георг Бохман. Његова борбена група је била та која је 28. априла 1942. године, извршивши пробој код Ловата успоставила контакт са јединицама које су нападале изван окружења и осигурала пут за извлачење остале опкољене војске. За изузетне заслуге Бохман, који је два пута рањаван у окружењу, је 3. маја 1942. године одликован Витешким крстом. Мало након тога добио је и значку „Дамјанск”, Сребрни знак за рањавање и писмо захвалности команданта 16. армије, генерал-пуковника (касније фелдмаршал) Ернста Буша. Бохман је још 2. априла 1942. године унапређен у СС-штурмбанфирера (еквивалент мајор).
Дана, 21. октобра 1942. године је постао командир 2. батаљона мотоциклистичког СС пука „Туле” у саставу 3. СС моторизоване дивизије „Мртвачка глава”. Током октобра, дивизија је повучена са источног фронта и послата у Француску где је попуњена и пренаоружана. По повратку на источни фронт, Бохман је преузео команду над 3. мотоциклистичким батаљоном и са њиме је учествовао у борби код Харкова, Сороковка и Тетлега. За постигнуте успехе у тим борбама, 17. маја 1943. године додељено му је Храстово лишће за Витешки крст.
Нешто касније Бохман је добио команду над тенковским пуком у дивизији. Уследиле су борбе код Миуса, Доњеца, Сталиноа, Полтаве и Нарева. Бохман је 9. новембра 1943. године унапређен у СС-оберштурмбанфирера (еквивалент потпуковник) и након новог рањавања повучен је са фронта и послат у домовину. У Немачкој је постављен за начелника СС школе у Аролсену да би 1. новембра 1944. године био унапређен у СС-оберфирера (еквивалент бригадни генерал) и укључен у састав 2. СС оклопне дивизије „Рајх”. Међутим већ 20. новембра 1944. године је постао командант 9. СС оклопног пука у 9. СС оклопној дивизији „Хоенштауфен”.
На фронт се Бохман вратио тек 2. јануара 1945. године када је постављен за команданта 18. СС добровољачке оклопногренадирске дивизије „Хорст Весел”. Након дејства на западу, дивизија је пребачена на источни фронт где је водила тешке одбрамбене борбе у Шлеској. У рејону Оберлогава дивизија је опкољена. И поред тога што је рањен, Бохман је предводио напад за пробој из обруча, што му је и успело. За успешно изведен пробој, по препоруци фелдмаршала Фердинанда Шернера и генерала тенковских јединица Валтера Неринга, 26. марта 1945. године Бохман је одликован мачевима за храстово лишће Витешког крста, Такође је добио и златни знак за рањавање.
Мало касније Бохман је преузео команду над 17. СС оклопногренадиском дивизијом „Гоц фон Берлихинген”. Са њом је водио борбе код Нирнберга и у Доњој Баварској. Након што је одбио наређење да нападне, издато од фелдмаршала Шернера, смењен је са места команданта и предвиђен за слање на војни суд. Крај рата спасио је Бохмана од такве судбине. 9. маја 1945, пар дана након пораза у бици за замак Итер предао се америчким војницима у рејону Ротех-Егерн.

## Након рата
Георг Бохман је умро након тешке болести 8. јуна 1973. године у 59. години живота у Офенбаху на Мајни.